# Tienerdrama
Een tienerdrama is een genre dat vooral in televisieseries terugkomt. Het is een gedramatiseerd verhaal met tieners in de hoofdrollen. Het is een nieuw genre dat voor het eerst voorkwam aan het einde van de jaren 80 van de 20e eeuw. Aan het begin van de serie zijn de hoofdpersonen meestal 15 of 16 jaar oud. Als de serie lang duurt, worden ze meestal uiteindelijk 20 jaar oud, voordat het wordt stopgezet. Het speelt zich vooral af op de middelbare school. De tieners hebben serieuze problemen, waaronder tienerzwangerschap, abortus, rouw, kindermishandeling, dakloze, coming-out, verkrachting, alcoholisme, drugsverslavingen en psychische aandoeningen.

## Populaire types
Tienerdrama's richten zich meestal op een tienerpubliek. De meest succesvolle tienerdrama's spelen zich af in de bovenklasse (Beverly Hills, 90210 & The O.C.) of in de middenklasse (Dawson's Creek & One Tree Hill). De cast van tienerdrama's bestaat uit aantrekkelijke acteurs/actrices die in het echte leven aan het einde van hun tienerjaren zitten. Series waarin de cast ook uit werkelijke tieners bestaan, lijken het meestal slechter te doen (My So-Called Life, Freaks and Geeks & Life As We Know It). Echter, een memorabele uitzondering daarvan is Degrassi, een tienerserie die Canada al sinds 1983 kent.
De meer succesvolle tienerdrama's worden in de Verenigde Staten uitgezonden op netwerken die zich op de jeugd richten, waaronder Fox, The WB en The CW. Tienerdrama's die worden uitgezonden door netwerken die zich op volwassenen richten, zoals CBS, NBC en ABC, lijken ook minder lang staande te blijven. In Nederland worden de tienerdrama's uitgezonden op Veronica, Nickelodeon of Net5.

## Geschiedenis
Het eerste tienerdrama dook op in het seizoen 1965-1966. De serie heette Never Too Young, maar noemde zichzelf niet een tienerdrama. Tijdens de jaren '60 en de jaren '70 zagen jongere kijkers meer karakters van hun eigen leeftijd terug in soapseries. Zo werd Love is a Many Splendored Thing, een serie die in première ging in 1967, een enorm succes bij het tienerpubliek. Het tienerpubliek ontdekte niet veel later ook All My Children (1970) en The Young and the Restless (1973).
Familieseries die werden uitgezonden tijdens primetime begonnen zich ook meer op tieners te richten. Enkele voorbeelden daarvan zijn Eight Is Enough, Family, Little House on the Prairie, The Waltons en James at 15. Als resultaat werden onder andere Willie Aames, Kristy MacNichol en Melissa Gilbert grote jeugdiconen.
Degrassi Junior High en Degrassi High waren een van de eerste series die zichzelf tienerdrama's noemden. Ze doken op aan het einde van de jaren '80. Het werd gevolgd door Aaron Spelling's Beverly Hills, 90210. De serie werd onmiddellijk een enorm succes en groeide uit tot een fenomeen. De serie ging van start in 1990 en werd pas in 2000 stopgezet.
Het volgende tienerdrama, My So-Called Life, dook op in 1994 en kreeg lovende kritieken. De kijkcijfers waren echter teleurstellend waardoor de serie niet lang staande kon houden. Party of Five echter, dat in hetzelfde jaar van start ging, werd wel een succes. Het betekende een doorbraak voor Jennifer Love Hewitt, Neve Campbell en Lacey Chabert.
The WB ontdekte in 1995 een compleet nieuw soort tienerdrama toen ze Buffy the Vampire Slayer, Felicity en Dawson's Creek en Charmed door de jaren heen lanceerden. Dawson's Creek overtrof volgens fans zelfs Beverly Hills, 90210. The WB was het eerste netwerk dat sciencefiction combineerde met tienerdrama. Dit kwam terug toen in 2001 Smallville in première ging.
In 2003 kwam een nieuwe ontwikkeling in het tienerdrama-genre waarbij meer serieuze onderwerpen aan bod kwamen. Dit gebeurde toen zowel The O.C. als One Tree Hill in première ging. De series staan bekend om hun variatie qua camerawerk en stijl. Ook de muziek was van groot belang in de series.
Recentelijk begon MTV ook reality shows te combineren met tienerdrama. Laguna Beach: The Real Orange County was de eerste. Daarna volgde The Hills, wat een spin-off is van Laguna Beach: The Real Orange County.

## Lijst van tienerdrama's

### Brits
- Bromwell High (2005-????)
- Byker Grove (1989-2006)
- Children's Ward (1989-2000)
- Grange Hill (1978-????)
- Hollyoaks (1995-????)
- M.I.High (2007-????)
- No Sweat (1997-1998)
- Skins (2007-2013)
- Stacey Stone (2001-2003)
- Sugar Rush (2005-????)

### Komedie
- 8 Simple Rules (2002-2005)
- City Guys (1997-2001)
- Daria (1997-2002)
- Drake & Josh (2004-2008)
- Even Stevens (2000-2003)
- Ferris Bueller (1990-1991)
- The Fresh Prince of Bel-Air (1990-1996)
- The Facts of Life (1979-1988)
- Good Morning, Miss Bliss (1988-1989)
- Happy Days (1974-1984)
- Kenan & Kel (1996-1999)
- Malcolm in the Middle (2000-2006)
- My Wife and Kids (2001-2005)
- Parker Lewis Can't Lose (1990-1993)
- Saved by the Bell (1989-1993)
- Saved by the Bell: The College Years (1993-1994)
- Saved by the Bell: The New Class (1993-2000)
- Smart Guy (1997-1999)
- Student Bodies (1997-1999)
- Sister, Sister (1994-1999)
- That '70s Show (1998-2006)
- That '80s Show (2002)
- The War at Home (2005-????)
- What's Happening!! (1976-1979)
- USA High (1997-1999)

### Coming of Age (komedie)
- Boy Meets World (1993-2000)
- Everybody Hates Chris (2005-????)
- The Wonder Years (1988-1993)

### Drama
- 7th Heaven (1996-2007)
- 90210 (2008-????)
- American High (2002)
- Beautiful People (2005-2006)
- Blossom (1991-1995)
- Breaker High (1997-1998)
- Beverly Hills, 90210 (1990-2000)
- Beyond the Break (2006-????)
- California Dreams (1992-1997)
- California Fever (1979)
- Clueless (1996-1999)
- Dawson's Creek (1998-2003)
- Degrassi High (1989-1990)
- Degrassi Junior High (1986-1988)
- Degrassi: The Next Generation (2001-????)
- Edgemont (2001-2005)
- Everwood (2002-2006)
- Falcon Beach (2006-2007)
- Felicity (1998-2002)
- Fifteen (1990-1993)
- Freaks and Geeks (1999-2000)
- Friday Night Lights (2006-????)
- Get Real (1999-2000)
- Gilmore Girls (2000-2007)
- Gossip Girl (2007-2012)
- Heartbreak High (1994-1999)
- Hidden Palms (2007 - ????)
- Higher Ground (2000)
- Just Deal (2000-2002)
- Innit: The Musical (2005-????)
- Instant Star (2005-????)
- Jack & Bobby (2004-2005)
- Just Deal (2000-2002)
- Life As We Know It (2004)
- Madison (1993-1997)
- Malibu Shores (1996)
- My So-Called Life (1994-1995)
- Northwood (1991-1993)
- One Tree Hill (2003-2012)
- Palmetto Pointe (2005)
- Party of Five (1994-2000)
- Popular (1999-2001)
- Pretty Little Liars (televisieserie) (2010-????)
- Ready or Not (1993-1997)
- Rownd a Rownd (1995-????)
- The Secret Life of Us (2001-2005)
- Sk8 (2001)
- South of Nowhere (2005-????)
- Summerland (2004-2005)
- Swan's Crossing (1992)
- Sweat (1996)
- Sweet Valley High (1994-1998)
- The O.C. (2003-2007)
- The Tribe (1999-2003)
- Topeka (2006-????)
- Undressed (1999-2002)
- Veronica Mars (2004-????)
- Whistler (2006-????)
- Wildfire (2005-????)
- Young Americans (2000)

### Reality-tv
- Laguna Beach: The Real Orange County (2004-2006)
- The Hills (2006-????)

### Sciencefiction & bovennatuurlijk
- Animorphs (1998-1999)
- Big Wolf on Campus (1999-2002)
- Buffy the Vampire Slayer (1997-2003)
- Charmed (1999-2006)
- Joan of Arcadia (2003-2005)
- Kyle XY (2006-????)
- Point Pleasant (2005)
- Roswell (1999-2002)
- Sabrina, the Teenage Witch (1996-2003)
- Smallville (2001-????)
- Teen Angel (1997-1998)
- Vampire High (2001)
- Wonderfalls (2004)